# Richard Pynson

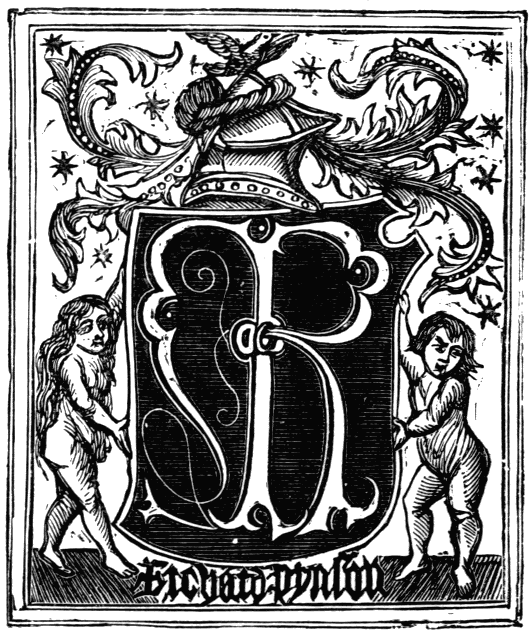
Marque d'impression de Richard Pynson

Richard Pynson, né en 1448 en Normandie et mort en 1529, est l'un des premiers imprimeurs de livres anglais. Les 500 livres qu'il a imprimés ont eu une influence sur la normalisation de la langue anglaise. Pynson, qui fut l'imprimeur anglais le plus remarquable de sa génération sur les plans technique et typographique, est à l'origine de l'introduction des caractères romains dans l'impression anglaise.   

## Biographie

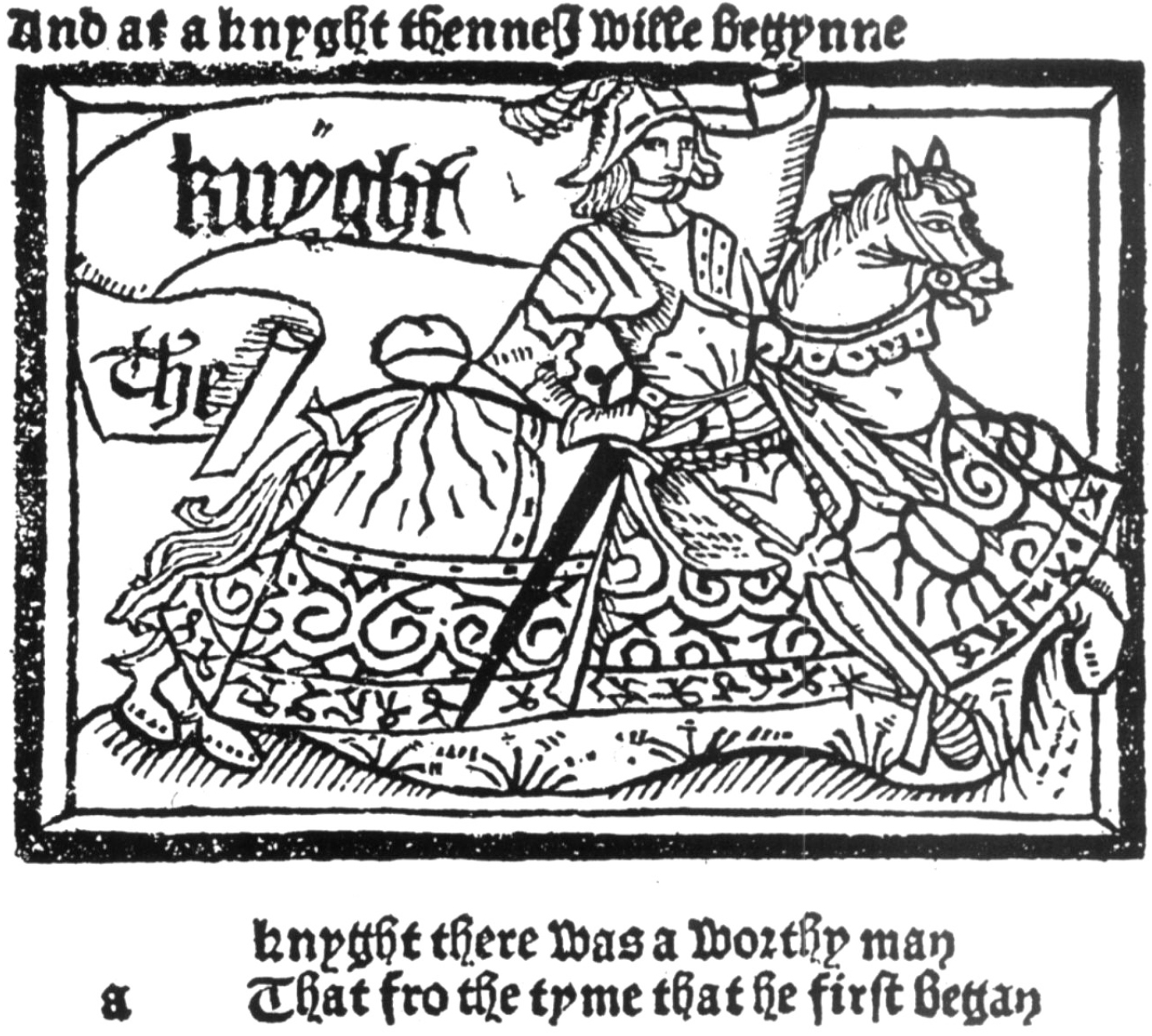
Extrait de la page du prologue général des Contes de Canterbury de Geoffrey Chaucer (la même image a été réutilisée pour illustrer le Conte de Knight dans une édition imprimée par Richard Pynson à Londres, 1492).

Richard Pynson né en 1448 en Normandie en France, a peut-être été un gantier et/ou un fabricant de sacs avant de se tourner vers l'imprimerie. Il est possible qu'il soit le même Richard Pynson qui a été inscrit comme étudiant à Paris en 1464.
Il est également mentionné comme relieur, bien qu'il n'ait probablement pas relié les livres lui-même. Il a été suggéré  que Pynson à un moment donné a travaillé comme assistant de William Caxton - qu'il a appelé "mon vénérable maître" dans l'introduction de ses Contes de Canterbury, 1492 - mais cela est maintenant considéré comme très improbable. 
Pynson commence sa carrière d'imprimeur dès 1492, année de l’impression de son premier livre daté, Doctrinale d’Alexander Grammaticus. Il avait probablement appris son métier auprès de Guillaume Le Talleur, imprimeur à Rouen, qu'il chargea d'imprimé au moins deux livres au début des années 1490. Il est probable qu'il a repris les locaux de William de Machlinia après sa mort,; il est également possible que Julian Notary ait à son tour repris la place de Pynson en 1501. 
Au cours des premières années, il travaille à St Clement Danes, juste à l'extérieur de Temple Bar, mais il entre à Temple Bar en 1501, probablement à cause d'émeutes xénophobes mais peut-être simplement "[...] pour se rapprocher du commerce du livre, la plupart des hommes importants ayant leurs magasins dans le voisinage de la cathédrale Saint-Paul .". 
Pynson devient Imprimeur du Roi d'Henry VII (et ensuite d'Henri VIII) en 1506, une fonction qui lui vaut non seulement un grand prestige, mais aussi une rente de deux livres, portée plus tard à quatre livres. Comme il s'agit d'un poste prestigieux à vie, il n'est pas étonnant qu'il soit naturalisé en 1513.

## Travaux imprimés

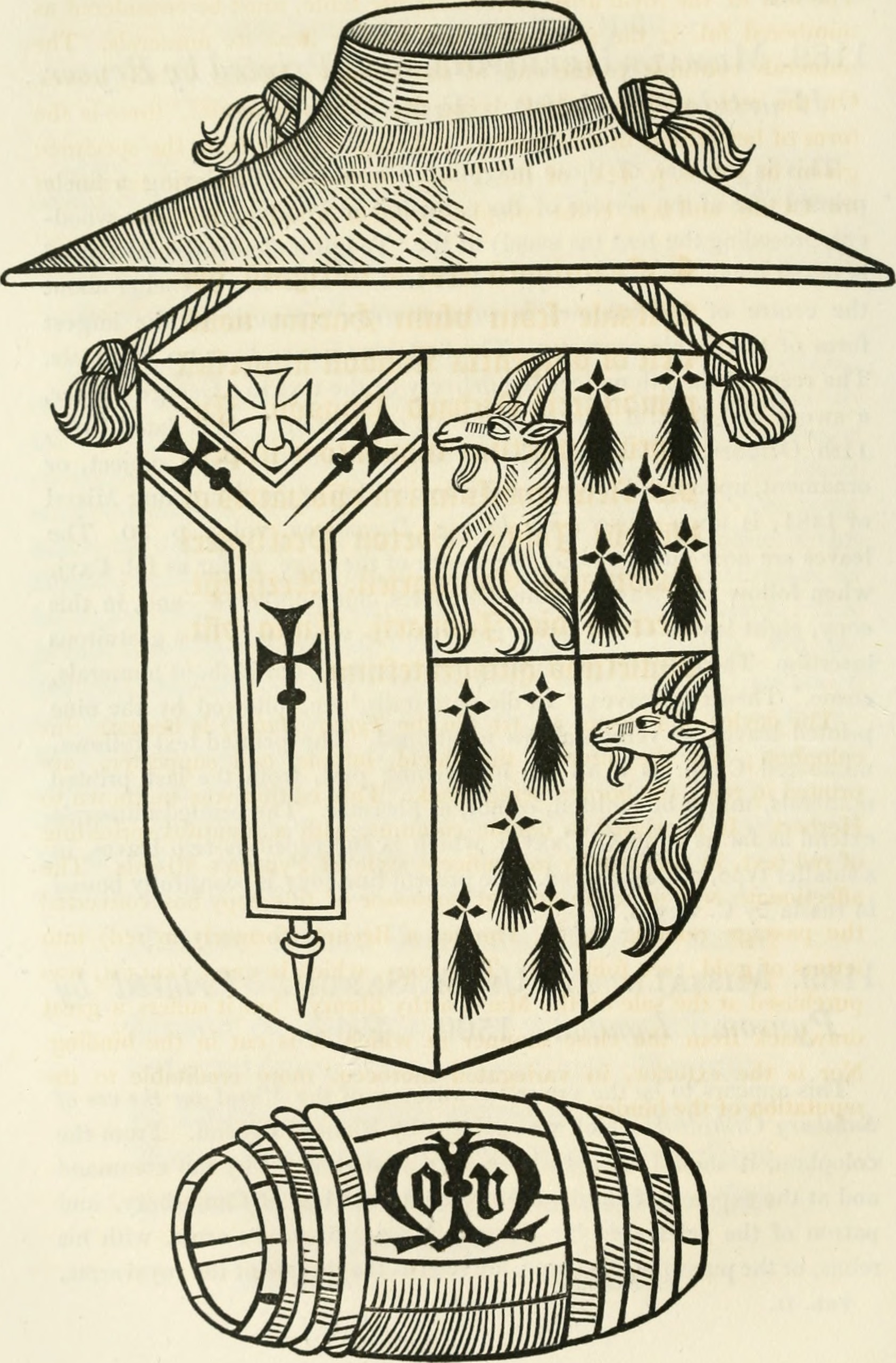
Armoiries de l'archevêque Morton, du missel Morton

La presse de Pynson a publié des textes de loi (par exemple, les lois du roi et des manuels juridiques), des livres religieux (par exemple, des livres d'heures et de missels), des textes classiques (par exemple, les pièces du poète romain Térence ), des romans populaires (par exemple, Sir Tryamour et une traduction depuis l'allemand du Narrenschiff de Sebastian Brant), le fameux «ancêtre de la science-fiction», Chemins de Jérusalem de Jean de Mandeville et, surtout, historiquement important, l' Assertio septem sacramentorum adversus, Martinum Lutherum (1521), qui a valu au roi Henry VIII le titre de " Defensor Fidei ". Étonnamment, Pynson, comme tous les autres imprimeurs anglais de son temps, n’a jamais publié de récit de voyage rédigé par Christophe Columb, Amerigo Vespucci ou d’autres explorateurs célèbres, même si de nombreuses versions dans plusieurs langues européennes étaient disponibles à cette époque. De manière surprenante, lui et les autres imprimeurs anglais n’ont également imprimé aucune des œuvres de «alliterative revival» en anglais. 
Pynson dirigeait son imprimerie de façon conservatrice, sans prendre de grands risques. Il n'accordait pas non plus beaucoup d'attention au mécénat littéraire, malgré son importance au début de la période d’impression (Lathrop, 1922/23, p.   93). Sa presse comprenait des gravures sur bois et des initiales de haute qualité, illustrées par ses exquises initiales du Missel Morton de 1500, entre autres.

## Héritage
Pynson a imprimé plus de 500 livres au cours de sa vie, dont plus de 75 % après 1500 et ne sont donc pas considérés comme des " incunables ". Il n'était pas aussi productif que, par exemple, Wynkyn de Worde, ancien assistant de Caxton, mais ses livres étaient de meilleure qualité. Entre eux, Pynson et Wynkyn ont imprimé environ les deux tiers de tous les livres destinés au marché anglais entre 1500 et 1530, mais leurs concurrents avaient une part de marché un peu plus importante après 1520 qu'auparavant. 
Il devait lui-même avoir des assistants, mais seulement deux d'entre eux sont nommés dans son testament : John Snowe et Richard Withers. Il ne semble pas avoir importé de livres puisque son nom ne figure pas sur les listes des douanes. Cela suggère qu'il n'était pas vraiment un libraire en plus d'être un imprimeur. 
Pynson meurt en 1529 à l'âge de 80 ou 81 ans. Il est possible que son fils, Richard, devait prendre la relève après la mort de son père. Comme Richard le fils est mort avant son père, la presse n'a pas été poursuivie en tant qu'entreprise familiale. Il se peut que Pynson ait vendu son entreprise à Robert Redman, son successeur comme imprimeur du roi. 
En résumé, Richard Pynson semble avoir été un imprimeur très compétent, peu enclin à prendre des risques et très performant. À en juger par son testament, il était assez aisé mais pas aussi riche que, par exemple, Wynkyn de Worde. Un historien a appelé Pynson "un homme d’affaires systématique et prudent". Un autre a dit qu'il avait "un sens du style qui le plaçait au-dessus des autres imprimeurs anglais du XVe siècle"  et un autre encore a appelé son Morton Missal de 1500 "le plus beau livre qui avait été imprimé en Angleterre jusque-là". 
Pynson est souvent considéré comme un styliste plus accompli que Caxton ; il a favorisé un dialecte de l'anglais appelé Chancery Standard et a contribué à la normalisation de l'anglais moderne précoce. L'utilisation par Pynson d'appareils, de pages de titre, de types et d'autres aspects techniques renforce l'image commune de Pynson en tant qu'artisan hautement qualifié et homme d'affaires compétent qui n'a rien inventé mais qui était très bon pour améliorer les innovations que d'autres avaient faites auparavant.